# Кріс Рі
Крістофер Ентон Рі (англ. Christopher Anton Rea; нар. 4 березня 1951, Мідлсбро, Йоркшир) — британський співак та гітарист, найбільшу популярність в Європі здобув у другій половині 1980-х та на початку 1990-х, майже через десять років після попередніх записів. На початку своєї музичної кар'єри виступав у складі місцевого гурту «Магдалена» (англ. «Magdalene»), який у 1975 переміг у британському конкурсі музичних талантів вже під назвою «Прекрасні Невдахи» (англ. Beautiful Losers).

## Біографія
Крістофер Ріа народився у містечку Мідлсбро округу Клівленд, що у північно-східній частині Великої Британії, у сім'ї приватних підприємців-іммігрантів: батько, Камілло, за походженням був італійцем, мати, Вініфрід, — ірландкою з югославським корінням. У Кріса було також двоє братів — Нік та Майк, та чотири сестри — Кетрін, Джералдін, Пола та Камілла. Після закінчення школи Кріс вступив до журналістського коледжу, однак покинув його внаслідок суперечки з викладачем. Після невдалої спроби отримати професію журналіста почав займатися сімейним бізнесом, пов'язаним з торгівлею морозивом. Однак на початку 1970-х Ріа почув записи американського фолк-гітариста Джо Волша з гурту «The Eagles», внаслідок чого остаточно вирішив почати займатися музикою: у 19-річному віці він купив гітару та намагався оволодіти нею упродовж двох років. У 1973 став учасником гурту «Магдалена» замість гітариста Девіда Ковердейла, який перейшов у «Deep Purple», а у 1974 — її ведучим вокалістом. У 1975 гурт змінив назву на «Beautiful Losers» (Прекрасні Невдахи), в цьому ж році переміг у національному конкурсі самодіяльних музичних гуртів, крім цього «невдахи» були відзначені британською газетою «Melody Maker» як «найкращі новачки року». У 1977 Кріс Рі пішов з гурту, зрозумівши, що справжнього успіху вони так і не досягнуть, після чого розпочав сольну кар'єру, а група «Beautiful Losers» розпалася. В цьому ж році музикант підписав контракт з фірмою «Magnet Records», а у 1978 випустив свій перший сингл «Fool (if you think it's over)», який завоював популярність у США та був перевиданий у Великій Британії. В цей час вийшов також його дебютний альбом «Whatever Happened To Benni Santini?» (Що трапилося з Бенні Сантіні?), який, хоч і не був помічений критиками, через певний час став «золотим» — після продажу півмільйона копій, та досяг 49-го місця в рейтингу.
Однак після відносного успіху дебютних записів Кріса Рі у його кар'єрі настала тривала криза: альбом «Deltics», що вийшов 1979 року, у США взагалі провалився. Така сама доля чекала й на альбом «Tennis», що вийшов у 1980. Проте вже з 1983 почали спостерігатися позитивні зрушення. У березні 1984 пісня «I don't know what it is but I love it» (Я не знаю, що це, але люблю) з альбому «Wired to the moon» зайняла 65 місце в рейтингу Великої Британії, у травні цього ж року сам альбом посів 35 місце в тому самому рейтингу. У травні 1986 вийшов альбом «On the beach», який став справжнім хітом у Британії та «золотим» в Австралії, Новій Зеландії та Японії. Диск випустила навіть у СРСР фірма грамзапису «Мелодия» під назвою «На пляже». У липні 1987 вийшов сингл «Let's dance», що посів 12 місце у британському рейтингу та став найбільшим хітом музиканта у Великій Британії. Як наслідок зросла популярність і попереднього альбому «On the beach». У жовтні 1989 вийшов альбом «The Road To Hell» (Дорога до пекла), який очолив хіт-парад Британії та став тричі платиновим. Альбом також було визнано однією з найкращих світових робіт. Після випуску «The Road To Hell» музикант підписав контракт на 52-денне турне по Європі, яке завершилося в березні 1990.

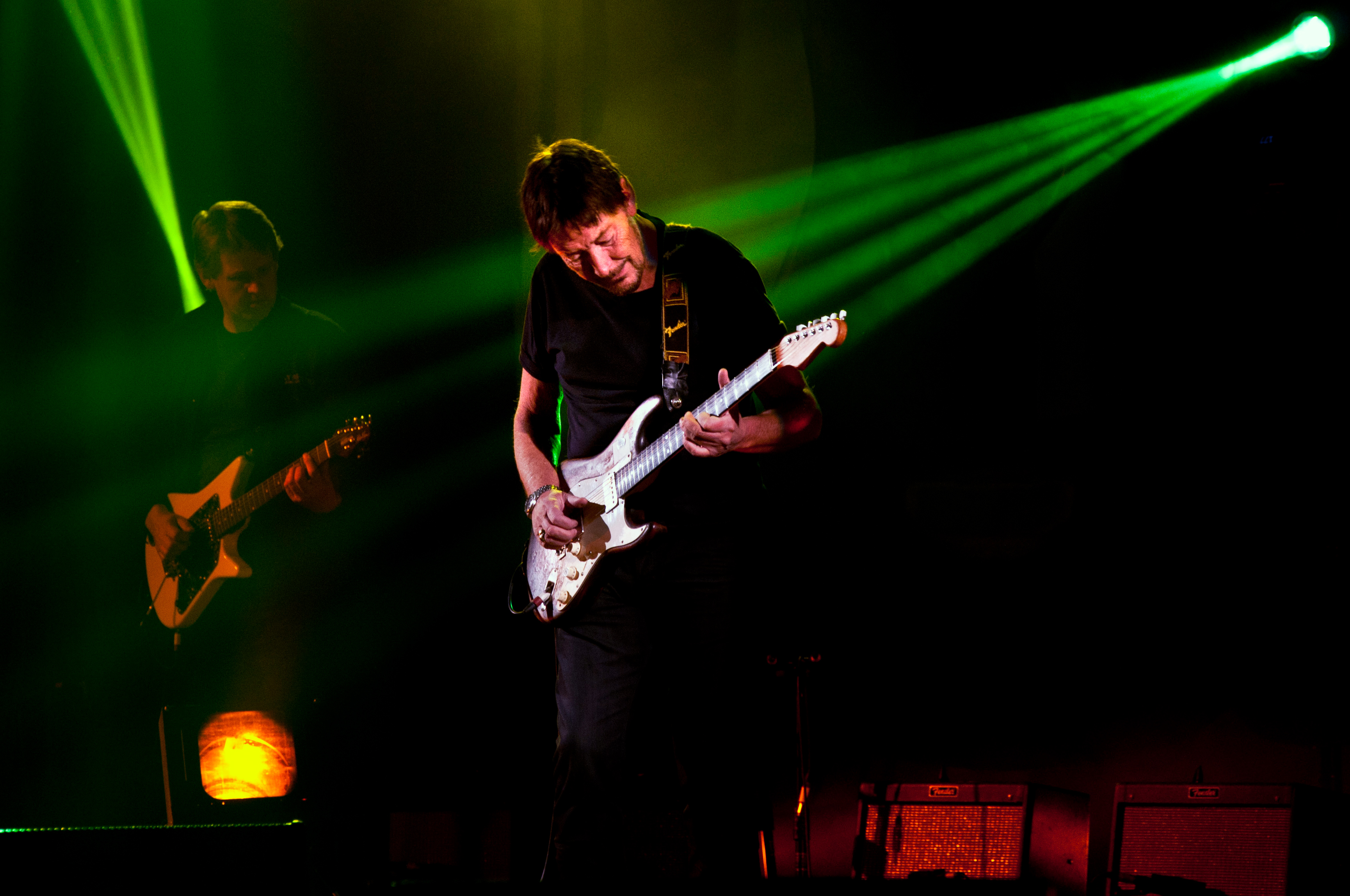
Кріс Рі у 2011

У жовтні 1994 вийшов збірник пісень «The Best Of Chris Rea», до якого увійшла пісня «If You Were Me», виконана в дуеті з Елтоном Джоном. Збірник посів третє місце у британському хіт-параді та загалом був тепло зустрінутий публікою.
У середині 1990-х у Кріса Рі почалися серйозні проблеми зі здоров'ям, він переніс операцію на кишці. Після операції у музиканта стався обширний перитоніт, але завдяки вдалому лікуванню через певний час Кріс Рі повністю одужав.
Після одужання музикант розпочав роботу над музичним кінопроєктом «La Passione», що рефлектує його дитячу мрію стати автогонщиком. У лютому 1996 почали знімання фільму «La Passione», у листопаді того ж року вийшов однойменний альбом. У травні 1997 фільм вийшов у прокат, а альбом був перевиданий. В цей час Кріс Рі звертається до своїх друзів — Девіда Ковердейла та Джо Волша — з пропозицією записати спільний альбом, однак через певні проблеми від ідеї довелося відмовитися.
У 1998 було записано альбом «The Blue Cafe», провідна пісня якого була спеціально створена для німецького телесеріалу «Schimanski». Після цього Кріс Рі давав концерти у Британії, Франції, Бельгії, Голландії, Швейцарії, Німеччині та Росії. 1999 року вийшов альбом «The Road To Hell — Part 2» — на честь десятиріччя з моменту виходу його однойменного попередника. Альбом характеризується численними експериментами музиканта з танцювальними мелодіями. На сьогодні Кріс Рі створює пісні здебільшого у стилі блюз та джаз.

## Захоплення
Кріс Рі стартував у автоперегонах Porsche Cup, 24 годин Ле Ман (24 Heures du Mans) і перегонах туристичних автомобілів. Знає багатьох пілотів «Ф-1». Приятелював з Айртоном Сенною і після його смерті написав гарну, але дуже сумну пісню «Saudade».

## Цікаві факти
- Крім гітари володіє також фортепіано, акордеоном, губною гармонікою, органом та мандоліною
- Почав вчитися грі на гітарі у віці 19 років
- Має італійські, ірландські та югославські корені
- Має двох братів, чотирьох сестер та двох дочок — Джозефіну (*16 вересня 1983) і Джулію Крістіну (*18 березня 1989)
- Пісню «The Road to Hell» музикант присвятив своїй матері, що померла, а «Fool (if you think it's over)» — одній зі своїх сестер[джерело?]
- Альбом «The Road to Hell» є найвизначнішим та найуспішнішим альбомом музиканта

## Альбоми
| Рік  | Альбом                                       |
| ---- | -------------------------------------------- |
| 1974 | So Much Love (Demo)                          |
| 1978 | Whatever Happened to Benny Santini?          |
| 1979 | Deltics                                      |
| 1980 | Tennis                                       |
| 1981 | Chris Rea                                    |
| 1983 | Water Sign                                   |
| 1984 | Wired to the Moon                            |
| 1985 | Shamrock Diaries                             |
| 1986 | On the Beach                                 |
| 1987 | Dancing with Strangers                       |
| 1988 | New Light Through Old Windows                |
| 1989 | The Road to Hell                             |
| 1991 | Auberge                                      |
| 1992 | God's Great Banana Skin                      |
| 1993 | Espresso logic                               |
| 1994 | The Best of Chris Rea                        |
| 1996 | La Passione                                  |
| 1998 | The Blue Cafe                                |
| 1999 | The Road to Hell: Part 2                     |
| 2000 | King of the Beach                            |
| 2001 | The Very Best of Chris Rea                   |
| 2002 | Dancing Down the Stony Road                  |
| 2003 | Blue Street (Five Guitars)                   |
| 2003 | Hofner Blue Notes                            |
| 2004 | The Blue Jukebox                             |
| 2005 | Blue Guitars                                 |
| 2005 | Heartbeats — Chris Rea's Greatest Hits       |
| 2006 | The Platinum collection                      |
| 2006 | The Road To Hell And Back [live]             |
| 2008 | The Return of the Fabulous Hofner Blue Notes |
| 2009 | Still So Far To Go…The Best Of Chris Rea     |

## Фільми та серіали
| Рік  | Фільм                                 |                                                      |            |
| ---- | ------------------------------------- | ---------------------------------------------------- | ---------- |
| 1977 | Black Joy                             | Композитор                                           |            |
| 1983 | Cross Country                         | Композитор                                           |            |
| 1986 | Auf immer und ewig (Зараз або ніколи) | Композитор                                           |            |
| 1990 | The Krays                             | Композитор                                           |            |
| 1991 | Joking Apart (телесеріал)             | Композитор                                           |            |
| 1992 | Soft Top Hard Shoulder                | Композитор                                           |            |
| 1993 | Cold Sweat                            | Композитор                                           |            |
| 1996 | La Passione                           | Композитор, автор сценарію, продюсер                 |            |
| 1997 | Schimanski (телесеріал)               | Композитор, актор                                    |            |
| 1999 | Parting Shots                         | Актор, композитор                                    |            |
| 1999 |                                       | Yugoslavia: The Avoidable War (документальний фільм) | Композитор |
| 2004 | Steel River Blues (телесеріал)        | Композитор                                           |            |

## Телебачення
| Дата            | Назва передачі           |
| --------------- | ------------------------ |
| 20 жовтня 1978  | Top of the Pops          |
| 1985            | Willie and the Poor Boys |
| 1986            | Come Dancing             |
| 1 вересня 1987  | The Roxy                 |
| 26 жовтня 1989  | Top of the Pops          |
| 18 березня 2004 | Breakfast                |